# Kypello Ellados 1951-1952
La Coppa di Grecia 1951-1952 è stata la 10ª edizione del torneo. La competizione è terminata il 15 luglio 1952. L'Olympiacos ha vinto il trofeo per la terza volta, battendo in finale il Panionios.

## Ottavi di finale
| Squadra 1          | Risultato   | Squadra 2         |
| ------------------ | ----------- | ----------------- |
| Keravnos Rethymnou | 0 – 6       | AEK Atene         |
| Ethnikos Pireo     | 2 – 0       | Aias Salamina     |
| Panathīnaïkos      | 2 – 0       | Esperos Kallithea |
| Apollōn Kalamarias | 0 – 7       | Olympiacos        |
| Apollōn Smyrnīs    | 1 – 2       | Paniōnios         |
| Doxa Dramas        | 3 – 1 (dts) | Īraklīs           |
| Pagasitikos Volos  | 3 – 2       | Makedonikos       |
| Arīs Salonicco     | 1 – 0       | PAOK              |

## Quarti di finale
| Squadra 1         | Risultato   | Squadra 2      |
| ----------------- | ----------- | -------------- |
| AEK Atene         | 1 – 1 (dts) | Panathīnaïkos  |
| Ethnikos Pireo    | 2 – 2 (dts) | Paniōnios      |
| Pagasitikos Volos | 1 – 3       | Olympiacos     |
| Doxa Dramas       | 3 – 2       | Arīs Salonicco |

Rigiocate
| Squadra 1 | Risultato   | Squadra 2      |
| --------- | ----------- | -------------- |
| AEK Atene | 0 – 0 (dts) | Panathīnaïkos  |
| Paniōnios | 3 – 2 (dts) | Ethnikos Pireo |

## Semifinali
| Squadra 1   | Risultato   | Squadra 2  |
| ----------- | ----------- | ---------- |
| AEK Atene   | 0 – 2       | Olympiacos |
| Doxa Dramas | 2 – 2 (dts) | Paniōnios  |

Rigiocata
| Squadra 1 | Risultato | Squadra 2   |
| --------- | --------- | ----------- |
| Paniōnios | 2 – 1     | Doxa Dramas |

## Finale

### Prima finale
| Arbitro: | Sotiris Asprogerakas |

|                          |           |                         |
| Kopanidis 30’ Drosos 90’ | Marcatori | 34’ Tsolias 60’ Tsolias |

### Finale ripetuta
| Arbitro: | Gkikopoulos |

|                       |           |  |
| Darivas 5’ Kansos 68’ | Marcatori |  |